# Pocket Universe
Pocket Universe è il nono album in studio del gruppo di musica elettronica svizzero Yello, pubblicato nel 1997.

## Tracce
1. Solar Driftwood – 1:51
2. Celsius – 5:59
3. More – 6:39
4. On Track – 5:33
5. Monolith – 6:21
6. To the Sea – 5:46
7. Magnetic – 5:53
8. Liquid Mountain – 2:58
9. Pan Blue – 5:31
10. Resistor – 7:13
11. Beyond Mirrors – 5:49